# Planet Funk
Planet Funk ist eine italienische Dance- und Electro-Gruppe. Mit der Single Chase the Sun konnte sie 2000/2001 internationale Bekanntheit erreichen.

## Bandgeschichte
Planet Funk entstand 1999, als sich die Gruppe Souled Out – bestehend aus den neapolitanischen Musikproduzenten Alessandro Sommella, Domenico „GG“ Canu und Sergio Della Monica – mit dem florentinischen Duo Kamasutra – Keyboarder Marco Baroni und DJ Alex Neri – zu einer neuen Formation zusammenschloss. Der Name „Planet Funk“ greift den Titel eines früheren Liedes von Alex Neri auf. Mit den Sängern Auli Kokko und Dan Black nahm man für den Sommer 2000 den Song Chase the Sun auf, der überraschend auf Ibiza ein Hit wurde und der Gruppe genug Aufmerksamkeit einbrachte, dass David Boyd sie bei Virgin Records unter Vertrag nahm. Das Debütalbum Non Zero Sumness erschien 2002.

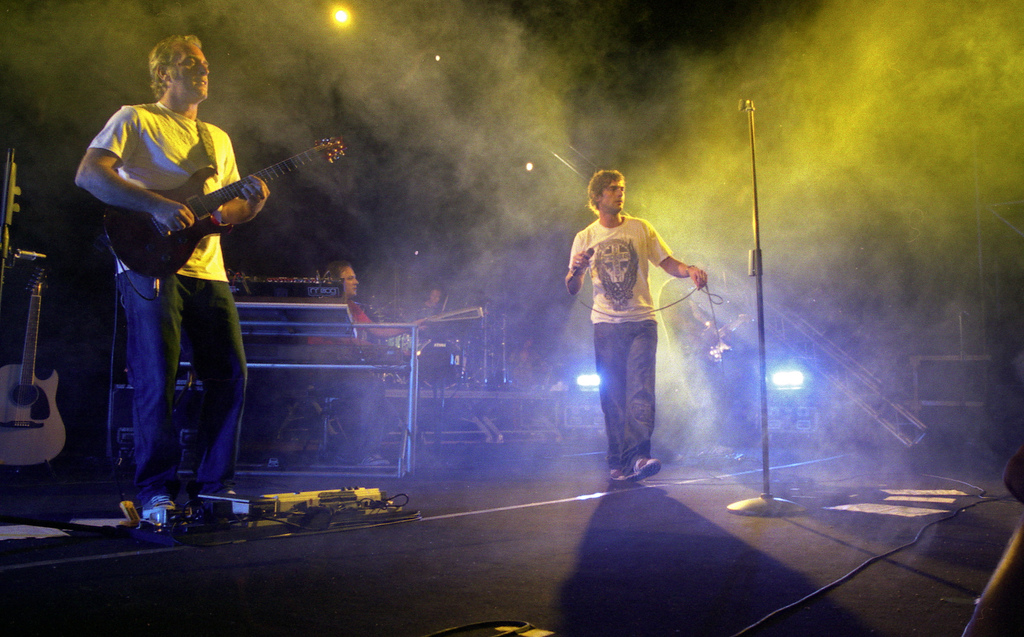
Planet Funk 2005 in Tarent

Im Lauf der folgenden Jahre veröffentlichte Planet Funk weitere Alben, so The Illogical Consequence (2005) und Static (2006). 2009 erschien das erste Best Of, dem die Single Lemonade vorangegangen war. Das jüngste Album The Great Shake stammt aus dem Jahr 2011. Immer wieder wurden für einzelne Tracks Gäste engagiert, darunter Jovanotti, Jim Kerr, Raiss, Sally Doherty, John Graham und Luke Allen. Planet Funk selbst arbeitete auch für und mit Simple Minds, New Order und Faithless. 2011 stieß der Luxemburger Gitarrist und Sänger Alex Uhlmann fest zur Gruppe dazu.
Ende 2015 erschien die Single We-People, mit der Planet Funk eine von Save the Children initiierte internationale Kampagne zur Senkung der Kindersterblichkeit unterstützt. Für 2016 ist ein neues Album angekündigt.

## Diskografie

### Alben
| Jahr | Titel                     | Höchstplatzierung, Gesamtwochen, AuszeichnungChartsChartplatzierungen (Jahr, Titel, Platzierungen, Wochen, Auszeichnungen, Anmerkungen) | Anmerkungen                                 |
| Jahr | Titel                     | IT | Anmerkungen                                 |
| ---- | ------------------------- | --- | ------------------------------------------- |
| 2002 | Non Zero Sumness          | IT15 (47 Wo.)IT | inkl. Neuauflage Non Zero Sumness Plus One  |
| 2005 | The Illogical Consequence | IT4 (23 Wo.)IT |                                             |
| 2006 | Static                    | IT49 (3 Wo.)IT |                                             |
| 2009 | Planet Funk               | IT16 (8 Wo.)IT | Best of                                     |
| 2011 | The Great Shake           | IT31 (6 Wo.)IT | inkl. Neuauflage The Great Shake + 2 (2012) |

### Singles
| Jahr | Titel Album                                                             | Höchstplatzierung, Gesamtwochen, AuszeichnungChartplatzierungen (Jahr, Titel, Album, Platzierungen, Wochen, Auszeichnungen, Anmerkungen) | Höchstplatzierung, Gesamtwochen, AuszeichnungChartplatzierungen (Jahr, Titel, Album, Platzierungen, Wochen, Auszeichnungen, Anmerkungen) | Höchstplatzierung, Gesamtwochen, AuszeichnungChartplatzierungen (Jahr, Titel, Album, Platzierungen, Wochen, Auszeichnungen, Anmerkungen) | Höchstplatzierung, Gesamtwochen, AuszeichnungChartplatzierungen (Jahr, Titel, Album, Platzierungen, Wochen, Auszeichnungen, Anmerkungen) | Anmerkungen                           |
| Jahr | Titel Album                                                             | IT | DE | CH | UK | Anmerkungen                           |
| ---- | ----------------------------------------------------------------------- | --- | --- | --- | --- | ------------------------------------- |
| 2000 | Chase the Sun Non Zero Sumness                                          | IT20 (8 Wo.)IT | DE61 (4 Wo.)DE | CH93 (3 Wo.)CH | UK5 Silber · (10 Wo.)UK |                                       |
| 2001 | Inside All the People Non Zero Sumness                                  | IT9 (16 Wo.)IT | — | — | UK81 (2 Wo.)UK |                                       |
| 2002 | The Switch Non Zero Sumness                                             | IT19 (12 Wo.)IT | — | — | UK52 (4 Wo.)UK |                                       |
| 2003 | One Step Closer Non Zero Sumness                                        | IT24 (5 Wo.)IT | — | — | — | feat. Jim Kerr                        |
| 2003 | Who Said (Stuck in the UK) Non Zero Sumness                             | — | — | — | UK36 (2 Wo.)UK |                                       |
| 2003 | Do d’freak Roma – Collettivo Soleluna                                   | IT13 (13 Wo.)IT | — | — | — | Collettivo Soleluna feat. Planet Funk |
| 2005 | Stop Me The Illogical Consequence                                       | IT16 (3 Wo.)IT | — | — | — |                                       |
| 2009 | Lemonade Planet Funk                                                    | IT17 (6 Wo.)IT | — | — | — |                                       |
| 2011 | Another Sunrise The Great Shake                                         | IT62 (10 Wo.)IT | — | — | — |                                       |
| 2011 | These Boots Are Made for Walkin’ La kryptonite nella borsa (Soundtrack) | IT10 Gold · (22 Wo.)IT | — | — | — |                                       |
| 2012 | Ora il mondo è perfetto The Great Shake + 2                             | IT49 (21 Wo.)IT | — | — | — | feat. Giuliano Sangiorgi              |

Weitere Singles
- 2003: Paraffin
- 2005: Everyday
- 2005: Inhuman Perfection
- 2006: It’s Your Time
- 2007: Static
- 2009: Too Much TV
- 2011: You Remain
- 2015: We-people

## Trivia
Die 2001 erschienene Hitsingle Chase the Sun wird von Sky Sports seit geraumer Zeit bei Übertragungen von PDC-Darts-Turnieren während Satzpausen gespielt und hat deshalb einen hohen Bekanntheitsgrad und Kultstatus unter Dartsfans. Infolgedessen wird sie seit einigen Jahren vermehrt auch bei anderen Sportevents gespielt und zählt heute neben Kernkraft 400 zu den bekanntesten und meistgespielten Techno-Melodien bei Sportereignissen. 
Scooter sampleten die Refrain-Melodie von Chase the Sun auf ihrer 2009 erschienenen Single J'adore Hardcore. Kollegah tat dasselbe auf seinem Song Testament. 

## Belege
1. ↑  Valentina Cesarini: Planet Funk, il primo episodio video di «We-People». In: Sorrisi.com. Arnoldo Mondadori Editore, 11. November 2015, abgerufen am 15. Mai 2016 (italienisch).
2. ↑  Chartquellen (Alben):
  - Guido Racca & Chartitalia: Top 100 FIMI Album. Lulu, 2013, S. 154.
  - Alben von Planet Funk. In: Italiancharts.com. Hung Medien, abgerufen am 15. Mai 2016 (englisch).
3. ↑  Chartquellen (Singles):
  - Chartplatzierungen von Planet Funk. In: Offizielle deutsche Charts. GfK Entertainment, abgerufen am 15. Mai 2016 (DE).
  - Singles von Planet Funk. In: Hitparade.ch. Hung Medien, abgerufen am 15. Mai 2016 (CH).
  - Guido Racca & Chartitalia: Top 100 FIMI Singoli. Lulu, 2013, S. 134; 127 (IT).
  - Chartplatzierungen von Planet Funk. In: Officialcharts.com. Official Charts Company, abgerufen am 15. Mai 2015 (englisch, UK).
4. ↑  Auszeichnungen für Musikverkäufe: UK IT